# Sejling

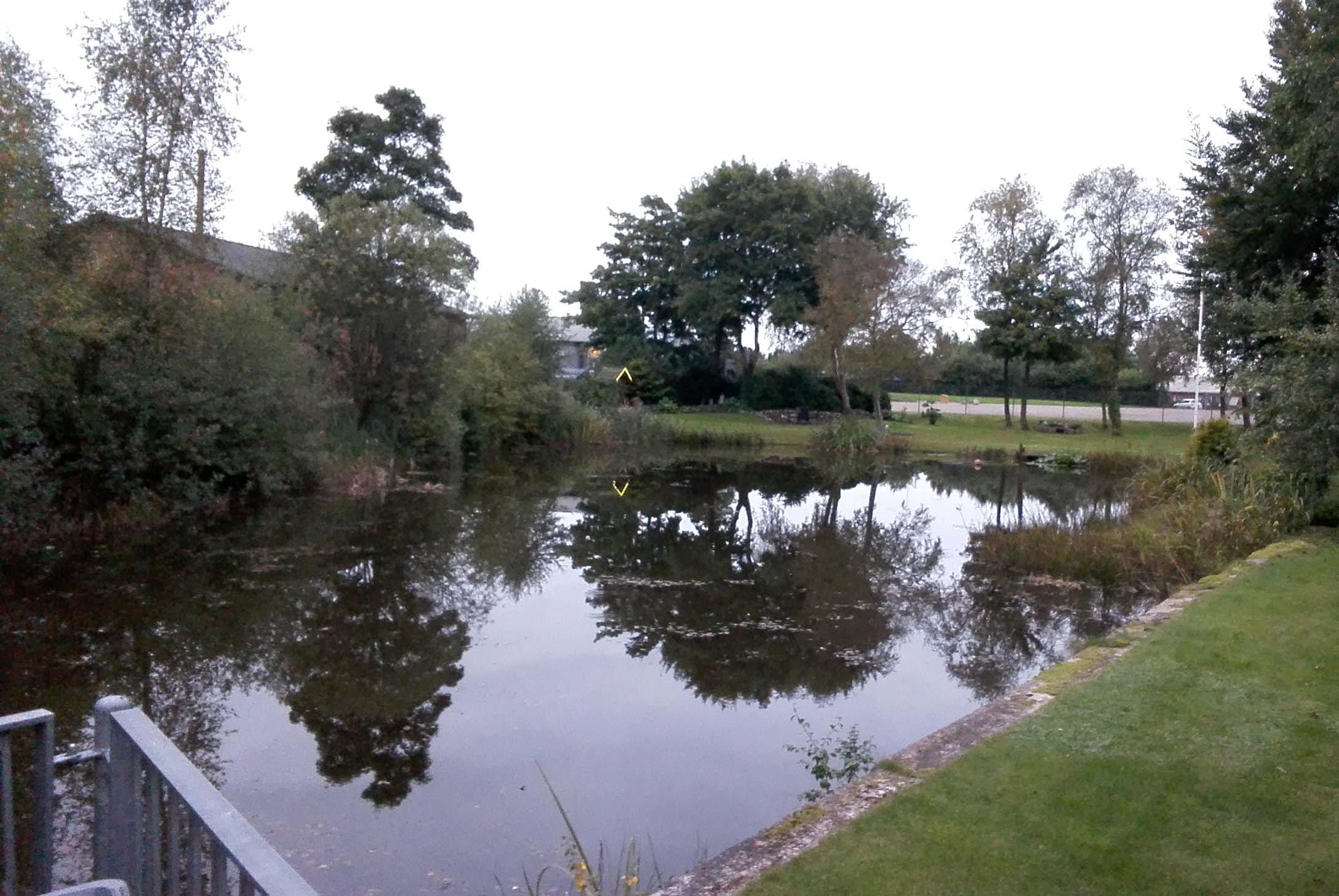
Gadekæret i Sejling

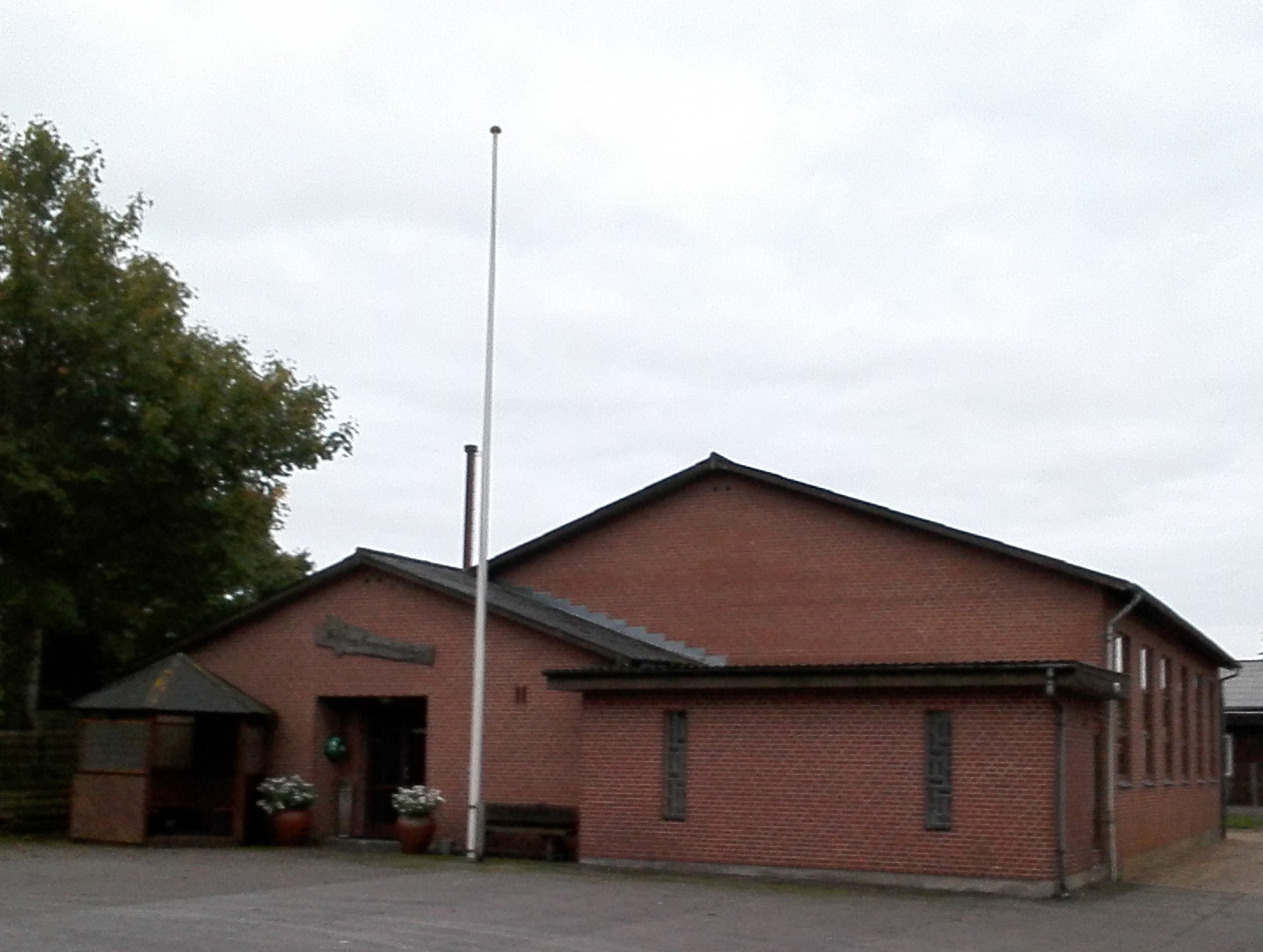
Församlingshuset i Sejling

Sejling är en dansk ort i Silkeborgs kommun i Midtjylland med 363 invånare, som ligger en kilometer nordost om Skægkær, elva kilometer sydost om Kjellerup och sex kilometer nordväst om Silkeborg. Sejling hör till Sejlings socken, med Sejling Kirke som sockenkyrka.

## Silkeborg Brandmuseum
År 2009 invigdes Silkeborg Brandmuseum i Sejling. Det inrymdes ursprungligen i Designa Køkkens fabrik fram till dess denna revs. Senare flyttade museet  till Kjellerupbanens tidigare lokomotivstall i Kjellerup och fick namnet Jysk Brandmuseum.

## Kända personer
- Helge Bojsen-Møller (1874-1946), arkitekt och född och uppvuxen i Sejling.